# Mato Marčinko
Mato Marčinko (Hrastovica kraj Petrinje, 13. veljače 1925. – Zagreb, 31. siječnja 2010.) bio je hrvatski književnik, pjesnik, povjesničar i publicist.

## Životopis
Rođen je u Hrastovici kraj Petrinje 1925. Pučku školu pohađao je u Hrastovici od 1932. do 1936. 1936. godine upisao je Nadbiskupsku klasičnu gimnaziju u Zagrebu gdje je završio pet razreda. Školovanje je nastavio u I. klasičnoj gimnaziji u Zagrebu, a ispit zrelosti položio na Državnoj klasičnoj gimnaziji u Hrvatskim Karlovcima 1944. Na jesen iste godine upisuje Pravni fakultet Hrvatskoga sveučilišta u Zagrebu. U svibnju 1945. s narodom i hrvatskom vojskom povlači se u Austriju, da bi ga u Bleiburgu, zajedno s ostalim zarobljenicima engleska vojska predala Titovim partizanima. Nakon povratka s Križnoga puta najprije je bio zatočen u Hrastovici, a nakon toga u Petrinji. 1946., zbog onemogućenog upisa na druge fakultete, upisao se, kao vanjski slušatelj, na Filozofski odjel Bogoslovnoga fakulteta Sveučilišta u Zagrebu. Nakon dopuštenja komunističkih vlasti 1947. upisao se na Pravni fakultet, na kojemu je diplomirao 1952. Radio je kao knjigovođa i činovnik. 1952. ponovno je uhićen. Od 1954. radi kao pravnik u privredi. 1972. je zbog pjesme Hrvatska molitva osuđen na kaznu strogoga zatvora u trajanju od jedne godine, koju je odrobijao u KPD Stara Gradiška. Nakon umirovljenja bavio se samo pisanjem.

## Znanstvena i upravna djelatnost
U Matici hrvatskoj obnašao je izborne dužnosti člana Časnoga suda, Glavnoga odbora i dopredsjednika Matice hrvatske. Bio je osnivačem i vršiteljem dužnosti predsjednika Znanstvenog društva za proučavanje podrijetla Hrvata. U svojim djelima zastupa iransku teoriju o podrijetlu Hrvata. Također, bio je članom Društva povjesničara umjetnosti Hrvatske, suradnikom više listova, osobito časopisa Marulić Hrvatskog književnog društva sv. Jeronima, glasila Politički zatvorenik, časopisa Marija, časopisa na španjolskome jeziku Studia croatica, lista Narod te mnogih drugih. Bio je članom uredništva Hrvatskoga književnoga ljetopisa Ognjište i glasila Politički zatvorenik.

## Književno stvaralaštvo
„Marčinkov pjesnički svijet je prožet fascinantnim idealizmom, dubokom metafizičkom nostalgijom i naslućivanjima transcendentnoga. Pisao je izvrsnim hrvatskim jezikom te posezao za rijetkim, a stilski vrlo izražajnim riječima pa su njegove knjige značajan doprinos ljepoti hrvatskoga jezika.” (Adalbert Rebić) Pjesme su mu s hrvatskoga jezika prevedene na latinski, slovenski, španjolski i njemački jezik a povijesni radovi na španjolski. Objavljivao je i pod pseudonimima Tomislav Heres, Tomislav Hermes, Don Kijote de la Croazia, 2M, II.-M2-31./4591., Trpimir Juranić Mar, T. J. Mar, T. J. H. Mar, Mate Juranić, Tin Slavić, A. Marus, Matko Maronić, M. Mar, Horoathos Harahuvat.

## Objavljene knjige
Nepotpun popis:
- Povratak ptice, Rim, 1975., pjesme
- Mjesečev zavičaj, Zagreb, 1979., pjesme
- Ogledalo slave Hrvata, Zagreb, 1980. (2. izd. Pazin, 1990.), proznopjesnički recital
- Noćurci u krajoliku, Zagreb, 1981., pjesme
- S ovu stranu dobra i zla, Zagreb, 1982., novele
- Hrastovica, Hrastovica, 1991., monografija
- Drvo života i drvo smrti, Zagreb, 1992., proza
- Moliti nebo, Zagreb, 1995., izabrane pjesme
- Gvozdansko - hrvatska Masada, Zagreb, 1999.
- Muka po Bleiburgu, Zagreb, 1999.
- Indoiransko podrijetlo Hrvata, Zagreb, 2000.
- Hrvatski litopis, Zagreb, 2001., pjesme i proza
- U Odžaku se branila hrvatska država, Zagreb, 2004.
- Noć pokošenih Hrvatoljuba, Zagreb, 2005.
- Martyrium Croatiae od Krbave do Den Haaga, Zagreb, 2006.
- Mučenička Hrvatska: ulomci iz hrvatske poviesti, Zagreb, 2008.
- Marijanska hodočašća. Putopisi i zapažanja, Zagreb, 2010.[3]

## Nagrade
- 1978.: Prva nagrada čitatelja na natječaju Glasa koncila za priču Gastarbajterski grafiti.[2]
- 1978.: Treća nagrada na natječaju književne revije Marulić za priču Ovce iza zatvorskih rešetaka.[2]